# Đêm qua nhớ bạn
Đêm qua nhớ bạn là tên một bài hát dân ca Quan họ Bắc Ninh. Đây là một bài hát khá dài trong số các bài quan họ, bài hát có 3 đoạn, có thể nam nữ hát thay phiên hoặc chỉ một liền chị, một liền anh hát. Bài hát có lời mang tính tự sự, phù hợp với làn điệu quan họ cổ, bày tỏ nỗi buồn vẩn vơ không biết thổ lộ với ai và nỗi nhớ người bạn. Bài hát này cũng có trong chùm bài quan họ được sử dụng trong phim Đến hẹn lại lên của đạo diễn Trần Vũ.

## Lời bài hát
Đêm i hôm qua mình i tôi nhớ bạn i.
Linh tính a lính tình tinh i, này a có a tôi buồn, tôi ớ buồn về ai là chứ tai í tôi nghe.
Tai i tôi nghe giọt đồng hồ nó mấy kêu á là kêu thánh í thót í buồn lại tôi ngâm câu thơ,
Dế nó lại giăng i theo, lòng lại tôi thêm i buồn.
Lòng tôi i là tôi bối i rối, bối rối rối về ai, bối rối về nỗi chị hai ơ.
Nông có a nỗi này, biết i ngỏ í ơ, biết i ngỏ ớ ơ ai song ngỏ cùng ai?
Đêm i hôm qua mình em thao i thức i.
Linh tinh a lính tình tinh i, này a có a em buồn, em ơ ớ buồn về ai là chứ tai í em nghe.
Tai i em nghe chim nó kêu á là kêu khắc í khoải í buồn lại em đánh đàn chơi
Ôi phím lại long mất rồi, buồn lại em thêm buồn.
Lòng em ơ là em thương i nhớ, thương nhớ a nhớ về ai, thương nhớ về nỗi anh ba ơ.
Tâm có a sự này, biết i ngỏ í ơ ớ ơ, biết i ngỏ ớ ơ ai song ngỏ cùng ai?
Đêm i hôm qua mình em (tôi) thao i thức i.
Linh tinh a lính tình tinh i, này a có a em (tôi) buồn.
Em(tôi) ơ ớ buồn về ai là chứ tai í em(tôi) nghe,
Tai em(tôi) nghe con gà cầm canh là canh nó gáy i í buồn lại đánh ván cờ tiên
Ôi cờ lại bí nước liền, buồn lại em(tôi) thêm buồn.
Lòng em ơ là em thương i nhớ, thương nhớ a nhớ về ai, Thương nhớ về nỗi chị tư.
Nông có a nỗi này, biết i ngỏ í ơ ớ ơ, biết i ngỏ ớ ơ ai song ngỏ cùng ai?